# Alexandre Cabanel
Alexandre Cabanel (Montpellier, 28 settembre 1823 – Parigi, 23 gennaio 1889) è stato un pittore francese.

## Biografia
Nacque da Jean-Baptiste Cabanel, modesto falegname, e da Anne Marion, morta quando aveva solo due anni e mezzo. Il nonno paterno Martial era panettiere, e dopo la morte della madre, si prese cura di lui e della sorella Delphine.
Allievo di François-Édouard Picot all'École des Beaux-Arts, vinse il secondo Prix de Rome nel 1845, passando così cinque anni a Villa Medici a Roma. Ottenne grande fama con il quadro  La Nascita di Venere, acquistata da Napoleone III nel 1863. Lo stesso anno fu nominato professore all'"École des Beaux-Arts" e membro dell'Académie des beaux-arts. Membro di giuria per 17 volte dal 1868 al 1888 del Salon, ne ricevette la medaglia d'onore nel 1865, 1867 e 1878.

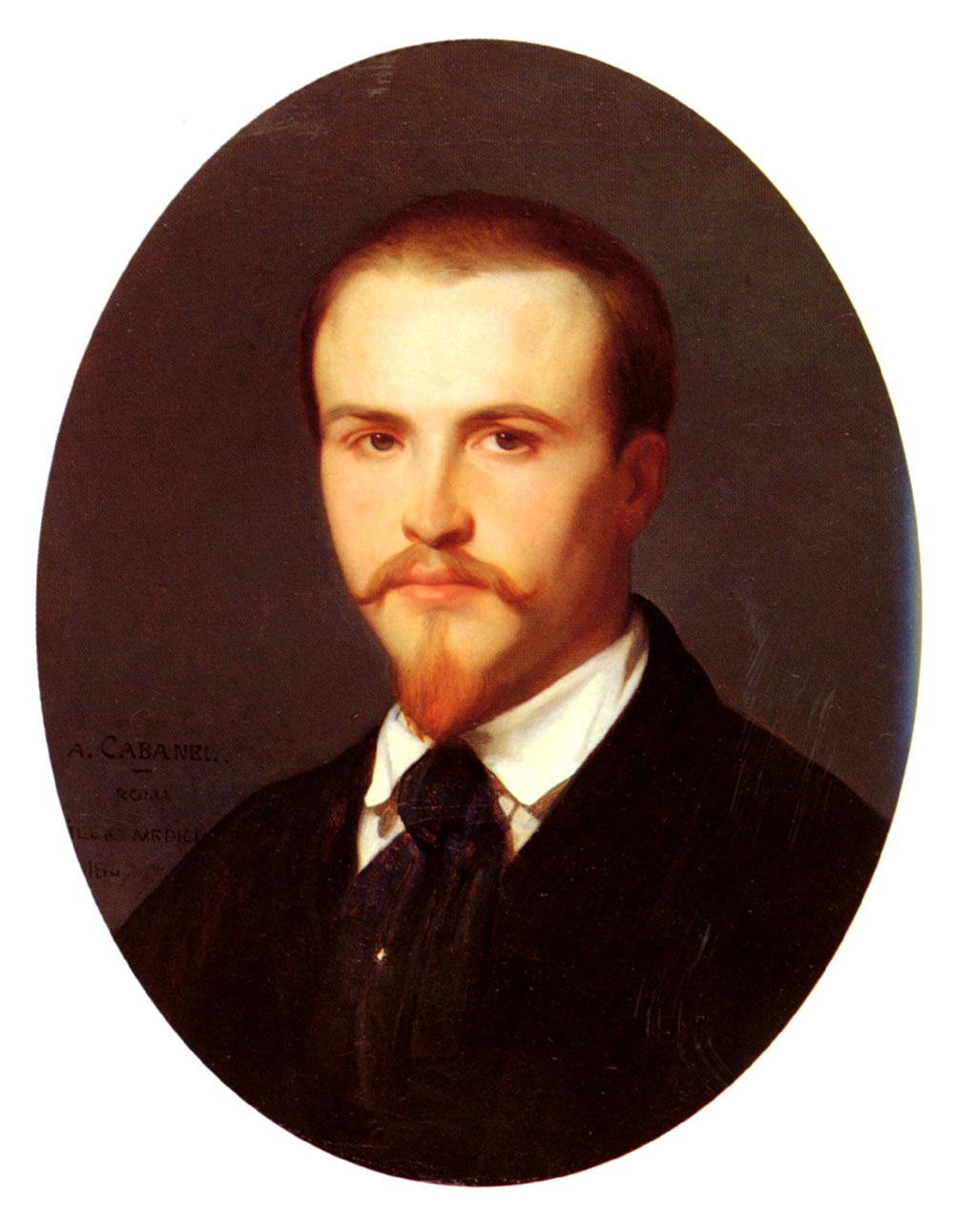
Autoritratto del 1847

Fu pittore di storia, di genere e ritrattista: conteso dai collezionisti d'Europa e d'America, richiesto come ritrattista, fu nemico del Naturalismo e dell'Impressionismo, e fu attaccato da Émile Zola e da tutti coloro che difendevano la necessità di un'arte meno soave e più realista. Il collega Édouard Manet lo disprezzava, tanto che le sue ultime parole prima di morire furono "Sta bene, quello!", riferendosi proprio a Cabanel.
Fra i suoi allievi vi furono Jean-Joseph Benjamin-Constant, George Randolph Barse, Albert Besnard, Paul-Joseph Blanc, Gaston Bussière, Eugène Carrière, Théobald Chartran, Fernand Cormon, Pierre Auguste Cot, Henry Daras, Antonio Carvalho da Silva Porto, Édouard Debat-Ponsan, Guillaume Dubufe, Edmond Louis Dupain, Émile Friant, Georges Gasté, François Guiguet, Antoine Calbet, Edmond Tapissier, Max Leenhardt, Fernand Lematte, Jules Bastien-Lepage, Charles Mengin, Charles Léandre, Aristide Maillol, Aimé Morot, Louis Muraton, Georges Moreau de Tours, Fernand Pelez, Henri Regnault, Lionel Royer, Jean-Jacques Scherrer, Pierre Carrier-Belleuse, Adolphe Willette, Hippolyte Petitjean, Joseph-Noël Sylvestre, Jacqueline Comerre-Paton, José Maria Veloso Salgado, Tony Tollet, Eugène Buland, Jean-Joseph Weerts, Ferdinand Humbert, Louis-Joseph-Raphaël Collin, Achille Laugé, Henri-Léopold Lévy, Daniel Ridgway Knight e Walker Henry John Lewis d'Acosta.

## Valutazioni critiche

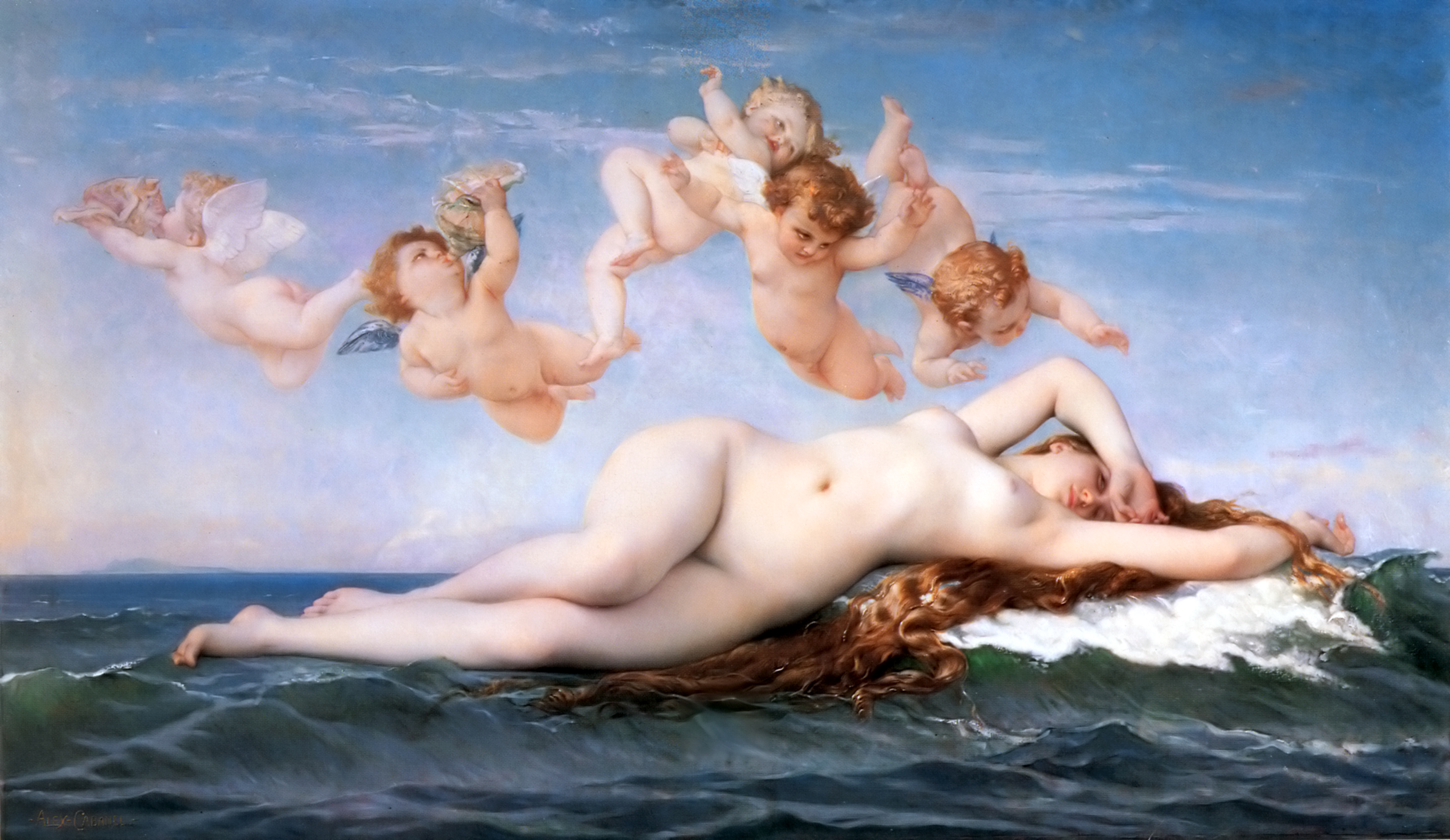
La nascita di Venere, 1863

Théophile Gautier, a proposito della Nascita di Venere, scrisse che «Il suo corpo divino sembra pietrificato con la schiuma nevosa delle onde. Le punte dei seni, la bocca e le guance sono tinte d'un rosa inesprimibile; una goccia di porpora ambrosia si spande in quella sostanza argentata e vaporosa» e Louis Auvray: «La Nascita di Venere di M. Cabanel incanta e seduce senza eccitare i sensi. Ciò che si ammira qui, è l'eleganza delle forme, la correttezza del disegno, la finezza e la freschezza del colorito. E meno natura che tecnica ma è più puramente, più poeticamente bello».
Al contrario, per Émile Zola «La dea annegata in un fiume di latte ha l'aria di una deliziosa lorette, non in carne e ossa – sarebbe indecente– ma in una sorta di pasta di mandorle bianca e rosa. C'è gente che trova quest'adorabile bambola ben disegnata, ben modellata, e la dichiara figlia o almeno bastarda della Venere di Milo: ecco il giudizio delle persone serie. C'è gente che si meraviglia del sorriso della bambola, delle sue membra delicate, della sua posa voluttuosa: ecco il giudizio delle persone leggere. E tutto va per il meglio nel migliore dei quadri possibili».
Anni dopo, commentando il Salon del 1875, Zola scrisse che:

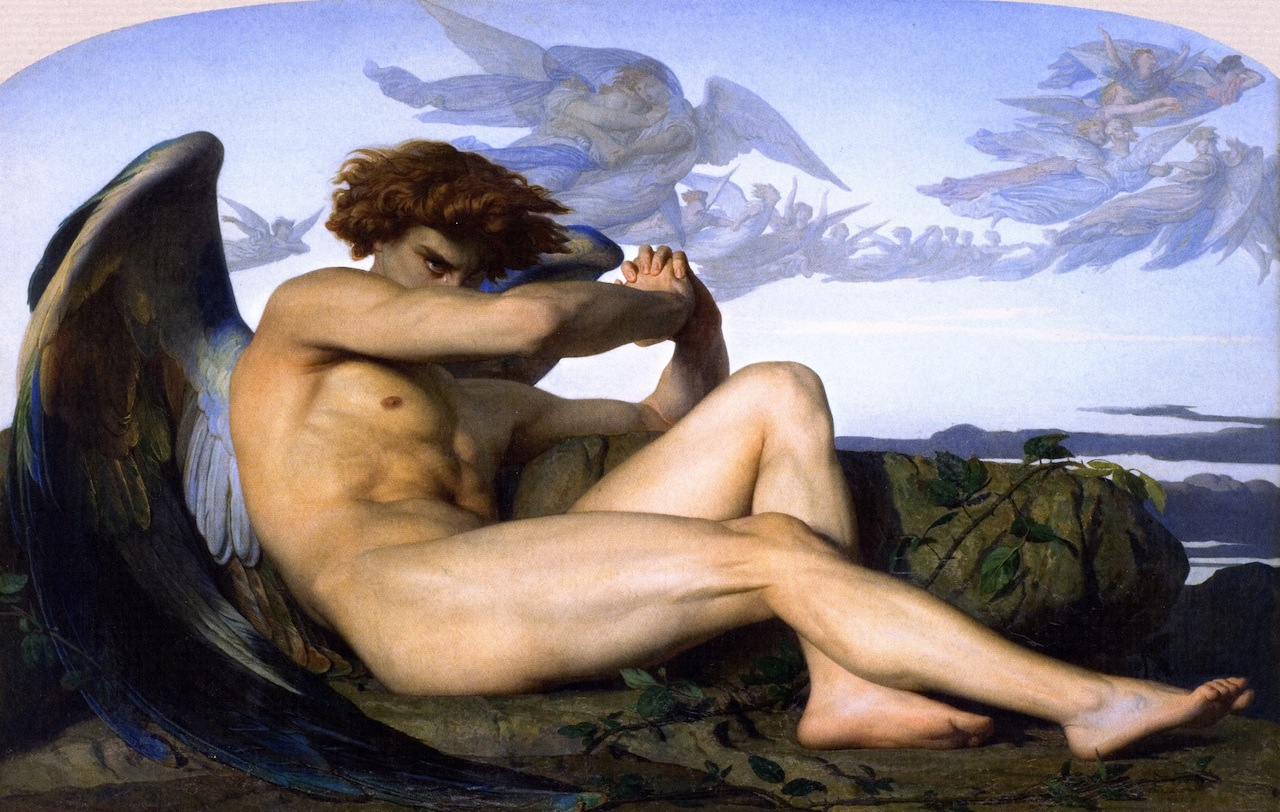
L'angelo caduto, 1868

(É. Zola, Commentaire sur l'Exposition de 1875.)

## Opere principali
- Oreste (1846), Musée des Beaux-Arts, Béziers.
- La morte di Mosè (1851), Museo Dahesh, New York.
- Luigi XIII e Richelieu (1856), Palazzo del Lussemburgo, Parigi.
- Ninfa e satiro (1860), Palais des Beaux-Arts de Lille, Lilla.
- La nascita di Venere (1863), Museo d'Orsay, Parigi.
- L'angelo caduto (1868), Museo Fabre, Montpellier.
- La morte di Francesca da Rimini e di Paolo Malatesta (1870), Musée d'Orsay, Paris.
- La contessa di Keller (1873), Museo d'Orsay, Paris.
- Fedra (1880), Museo Fabre, Montpellier.
- Ofelia (1883), collezione privata.
- Ruth glanant dans les champs de Booz (1886), Musée Garinet, Châlons-en-Champagne.
- Thamar, Museo d'Orsay, Parigi.
- Cleopatra testa i veleni sui condannati a morte (1887), Musée royal des Beaux-Arts, Anversa.
- Eva dopo la caduta, collezione privata.
- Adamo ed Eva cacciati dal Paradiso, collezione privata.